# Джадд, Ребекка
Ребе́кка Джадд (англ. Rebecca Judd), в девичестве — Туи́гли (англ. Twigley; 27 января 1983) — австралийская фотомодель.

## Биография и карьера
Ребекка Туигли родилась 27 января 1983 года.
В сентябре 2004 года Ребекка получила значительное внимание СМИ в связи с ношением открытого красного платья на презентацию медали Браунлоу. Платье было сделано на заказ пертским дизайнером Рут Тарвидаса и было оценено в $ 2000.

## Личная жизнь
С 31 декабря 2010 года Ребекка замужем за футболистом Крис Джадд. У супругов есть четверо детей: сын Оскар Дилан Джадд (род.26.07.2011), дочь Билли Кейт Джадд (род.01.02.2014) и сыновья-близнецы Том Эндрю и Дарси Хью Джадд (род.29.09.2016).